# Laelia lueddemanii
Laelia lueddemanii là một loài thực vật có hoa trong họ Lan. Loài này được (Prill.) L.O.Williams mô tả khoa học đầu tiên năm 1940.